# Station Esbly
Station Esbly is een spoorwegstation aan de spoorlijn Noisy-le-Sec - Strasbourg-Ville. Het ligt in de Franse gemeente Esbly in het Franse departement Seine-et-Marne (Île-de-France).

## Geschiedenis
Het station werd op 5 juli 1849 geopend door de compagnie des chemins de fer de l'Est bij de opening van de sectie Meaux - Épernay. Op 11 juli 1902 werd het station het beginpunt van de spoorlijn Esbly - Crécy-la-Chapelle. Sinds zijn oprichting is het eigendom van de Société nationale des chemins de fer français (SNCF).

### Nieuwe dienstregeling Esbly - Crécy-la-Chapelle

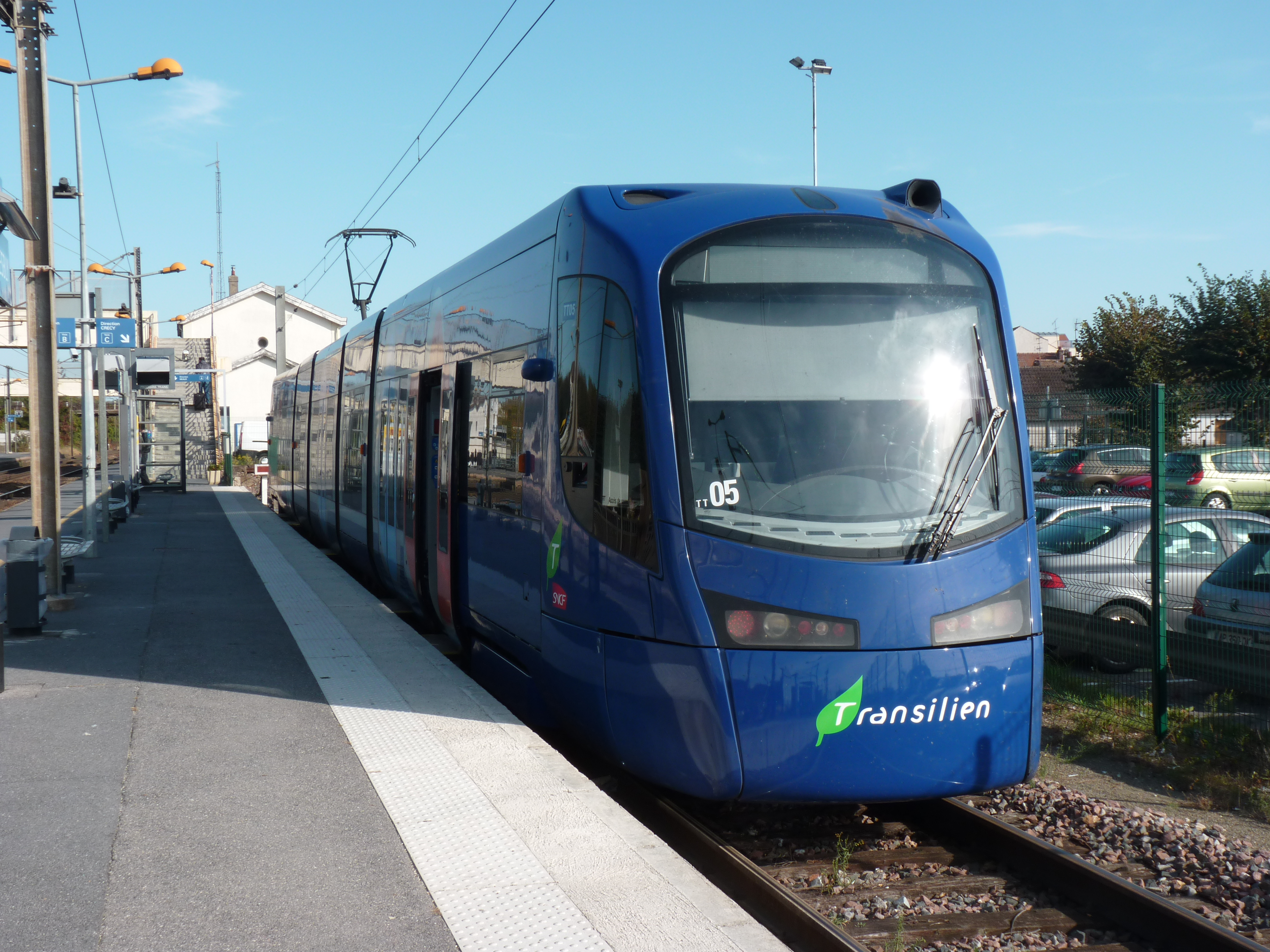
Een Avanto-tram op het perron naar Crécy-la-Chapelle

Sinds 4 juli 2011 rijden er tussen esbly en Crécy-la-Chapelle Avanto-trams, welke de BB 17000 locomotieven en RIB-treinstammen vervingen. Sinds het eerste weekend van september 2011 is ook de dienstregeling aangepast: er rijdt nu ongeveer elk halfuur een tram in de spits (was een 32-min. dienstregeling), waarvan de helft in de spitsrichting ('s ochtends naar Esbly, 's Avonds richting Crécy) non-stop rijdt tussen Esbly en Crécy. Daarbuiten geld er een uurdienst welke ook op zondag van kracht is (voorheen was er op zondag een vervangende busdienst.
De verbetering van het materieel ging niet gepaard met verbeteringen aan lijn of perron, zoals gedaan bij de T4, aangezien dat door het lage aantal reizigers (850 per dag) niet te rechtvaardigen is. Daarentegen zou een voorgestelde verdubbeling van de sporen op het station van Couilly - Saint-Germain - Quincy ertoe kunnen leiden dat twee trams elkaar inhalen, waardoor de frequentie verdubbeld kan worden.
Op 22 maart 2025 werd de lijn uit het Transilien net gehaald en omgevormd tot Tramlijn 14 van de Tram van Île-de-France. De dienst wordt verzorgd met Citadis Dualis tramtreinstellen.

## Ligging
Het station ligt op kilometerpunt 36,142 van de spoorlijn Noisy-le-Sec - Strasbourg-Ville. Ook is het station het beginpunt van de spoorlijn Esbly - Crécy-la-Chapelle.

## Diensten
Het station wordt aangedaan door treinen van Transilien lijn P:
- Tussen Paris-Est en Meaux.

## Vorige en volgende stations
| Richting  | Vorig station  | Lijn    | Volgend station | Richting |
| --------- | -------------- | ------- | --------------- | -------- |
| Paris-Est | Lagny-Thorigny | Trans P | Meaux           | Meaux    |